# Marone (nome)
Marone  è un nome proprio di persona italiano maschile.

## Varianti in altre lingue
- Arabo: مارون (Maron, Maroun)
- Greco antico: Μάρων (Maron)
- Latino: Maro[1], Marone[1]

## Origine e diffusione
In questo nome italiano sono, apparentemente, confluiti due nomi di differente origine: il primo deriva dal cognomen latino Maro, Maronis (portato dal poeta Virgilio), tratto dall'etrusco maru, un titolo di magistrati o alti sacerdoti. Il secondo, dal greco Μάρων (Maron), è portato nell'Odissea da Marone, il sacerdote di Apollo che dona ad Ulisse dodici anfore di vino inebriante.

## Onomastico
L'onomastico può essere festeggiato il 15 aprile, in ricordo di san Marone, martirizzato nel 100 insieme a sant'Eutiche e san Vittorino di Roma, oppure il 9 febbraio in memoria di san Marone, monaco siriano vissuto tra il IV e il V secolo, da cui prende il nome la Chiesa maronita.

## Persone
- Marone, monaco e santo siriano
- Publio Virgilio Marone, poeta e filosofo romano